# Menae

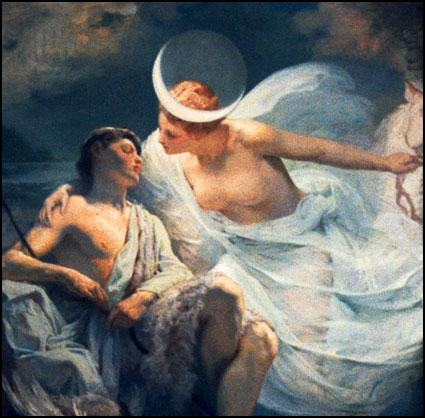
Selene y Endimión.

En la mitología griega las Menaes eran las cincuenta diosas de los meses lunares. Eran hijas de la diosa de la luna, Selene y de Endimión un rey mortal.
Cada una presidía uno de los cincuenta meses lunares cada cuatro años de Olimpiada una unidad de tiempo de medición básica para los antiguos griegos.